# ديمتري مامين سيبيرايك
ديمتري ناركيسوفيتش مامين سيبيرايك (25 أكتوبر 1852 - 2 نوفمبر 1912) (الروسية: Дми́трий Нарки́сович Ма́мин-Сибиря́к) هو كاتب روسي، اشتهر برواياته وقصصه القصيرة عن الحياة في جبال الأورال.

## مسيرته
ولد مامين سيبيرايك في فيسيم، محافظة بيرم في جبال الأورال (في أوبلاست سفردلوفسك الحالية). تلقى تعليمه الأول في المنزل، ثم درس في مدرسة فيسيم لأطفال العمال. ثم التحق بمدرسة إيكاترينبرج اللاهوتية (1866-1868) ومدرسة بيرم اللاهوتية (حتى عام 1872). في عام 1872 دخل القسم البيطري في أكاديمية سانت بطرسبورغ الطبية. في عام 1876، بعد عدم الانتهاء من الأكاديمية، انتقل إلى كلية الحقوق في جامعة سانت بطرسبرج. درس هناك لمدة عام ثم غادر بسبب المرض (بداية السل) والصعوبات المالية.
أعماله الأكثر شهرة هي "The Privalov Fortune" سنة 1883، "Mountain Nest" سنة 1884، "Siberian Stories" سنة 1889، "Gold" سنة 1892، "the novella Okhonna's Brows" سنة 1892، "Bread" سنة 1895، "the collections Ural Stories" سنة 1895.

## روابط خارجية
- ديمتري مامين سيبيرايك على موقع IMDb (الإنجليزية)